# Jack Warner (executivo de futebol)
Jack Warner, nascido Austin Warner (Rio Claro, 26 de janeiro de 1943) é um ex-dirigente esportivo, tendo atuado como presidente da Federação de Futebol de Trinidad e Tobago, da União Caribenha de Futebol e da Concacaf de 1990 a 2011. Estudou na Universidad de las Indias Occidentales. Foi também vice-presidente FIFA.
Desde 3 de junho de 2015, Warner está em alerta vermelha pela Interpol por cinco acusações contra ele:
- Conspiração do crime organizado
- Conspiração de fraude eletrônico (2 contas)
- Fraude eletrônico (2 contas)
- Conspiração de lavagem de dinheiro (2 contas)
- Lavagem de dinheiro.

Em 2015 Warner foi preso em Port of Spain, capital de Trinidad & Tobago,  mas foi solto mediante pagamento de fiança.